# Florencio Porpeta Llorente
Florencio Porpeta Llorente (Pinos Puente, Granada, 19 de noviembre de 1862 - 1938) fue un médico español.

## Trayectoria
Estudió en Madrid y se graduó en 1882, siendo su primer trabajo el dedicado a combatir la epidemia de cólera surgida en Albacete en 1885.
Tras esto se interesó por la anatomía y colaboró en estudios junto a Hoyos y Aranzadi.
Merced a esto aprobó la oposición de director del museo anatómico de Granada hasta 1904, cuando consiguió la cátedra en la Inspección de Sanidad, actuando contra la viruela y tuberculosis.
Sus siguientes intereses fueron en el área de la dermatología, siendo uno de los precursores del tratamiento salvarsán.
Se trasladó a Madrid en 1913 en el puesto de catedrático de anatomía descriptiva, desde donde dirigió la jefatura técnica de servicios de Sanidad, así como consejero de Instrucción pública en 1920.

## Obras
- Anomalías de los miembros: Ectrodactilia, Sindactilia y Polidactilia. 1904
- Memoria sobre las condiciones de trabajo en la fábrica de sedas de Ugíjar. 1905
- Algunos antecedentes, técnica y aplicaciones de la nueva medicación salvarsán 606 de Ehrlich. 1911
- Prolegómenos de Anatomía. 1915
- Apuntes de Embriología.
- Angiología
- Algunas lecciones de anatomía del sistema nervioso central.